# Lethrinidae
Lethrinidae är en familj av fiskar. Lethrinidae ingår i ordningen abborrartade fiskar (Perciformes). Enligt Catalogue of Life omfattar familjen Lethrinidae 38 arter.
Arterna förekommer främst i tropiska delar av Indiska oceanen och Stilla havet. I Atlanten lever bara Lethrinus atlanticus. Dessa fiskar vistas nära havets botten eller intill klippor samt korallrev. För fortplantningen bildar de ofta stora stim. Hos några medlemmar av släktet Lethrinus ändrar flera individerna kön under livets gång från hona till hanne. Det vetenskapliga namnet är bildat av det grekiska ordet lethrinia som är beteckningen för en fisk i släktet Pagellus (havrudefiskar).
Släkten enligt Catalogue of Life:
- Gnathodentex
- Gymnocranius
- Lethrinus
- Monotaxis
- Wattsia